# Megaderma
Megaderma là một chi động vật có vú trong họ Dơi ma, bộ Dơi. Chi này được E. Geoffroy miêu tả năm 1810. Loài điển hình của chi này là Vespertilio spasma Linnaeus, 1758.

## Hình ảnh

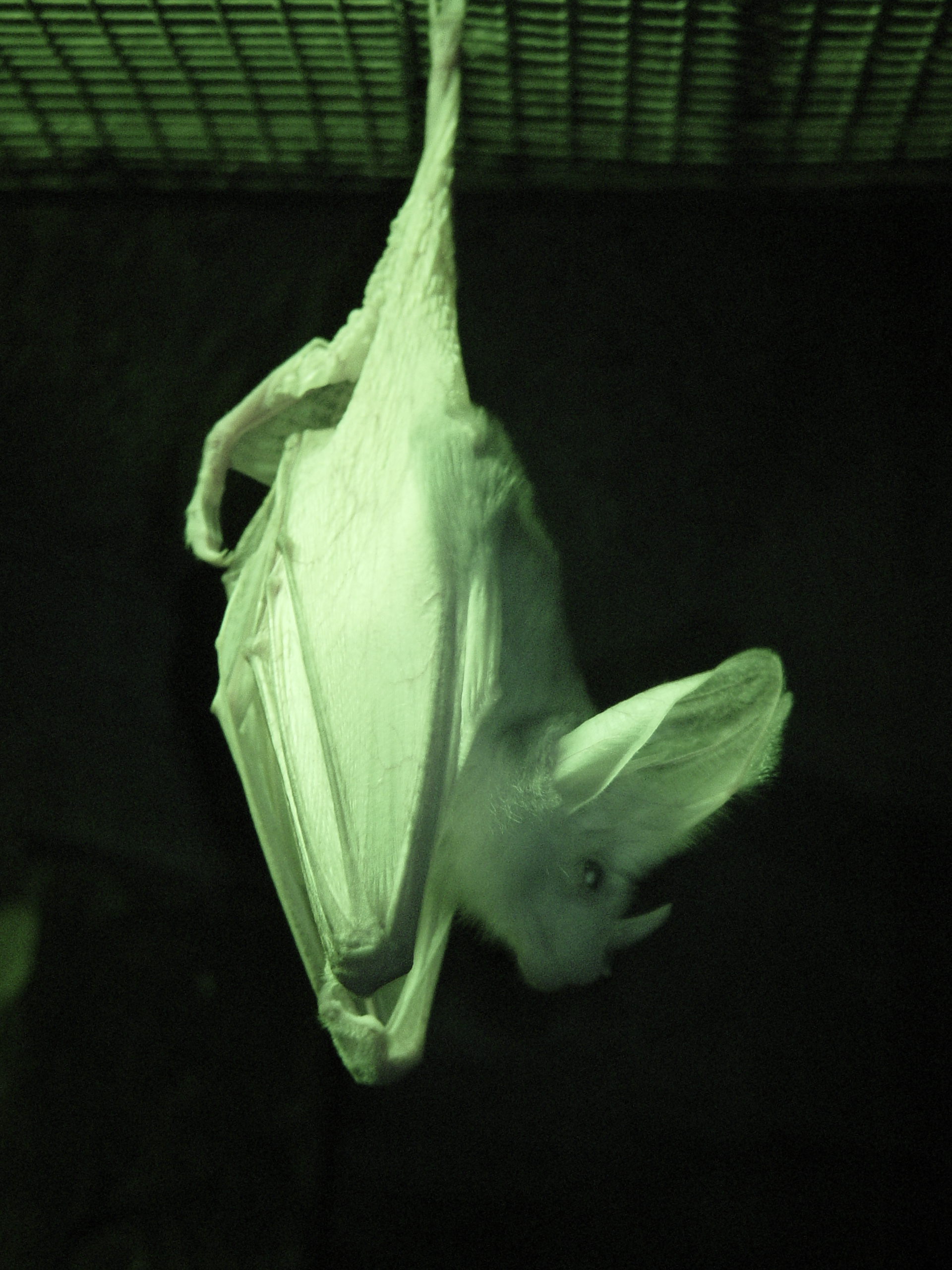
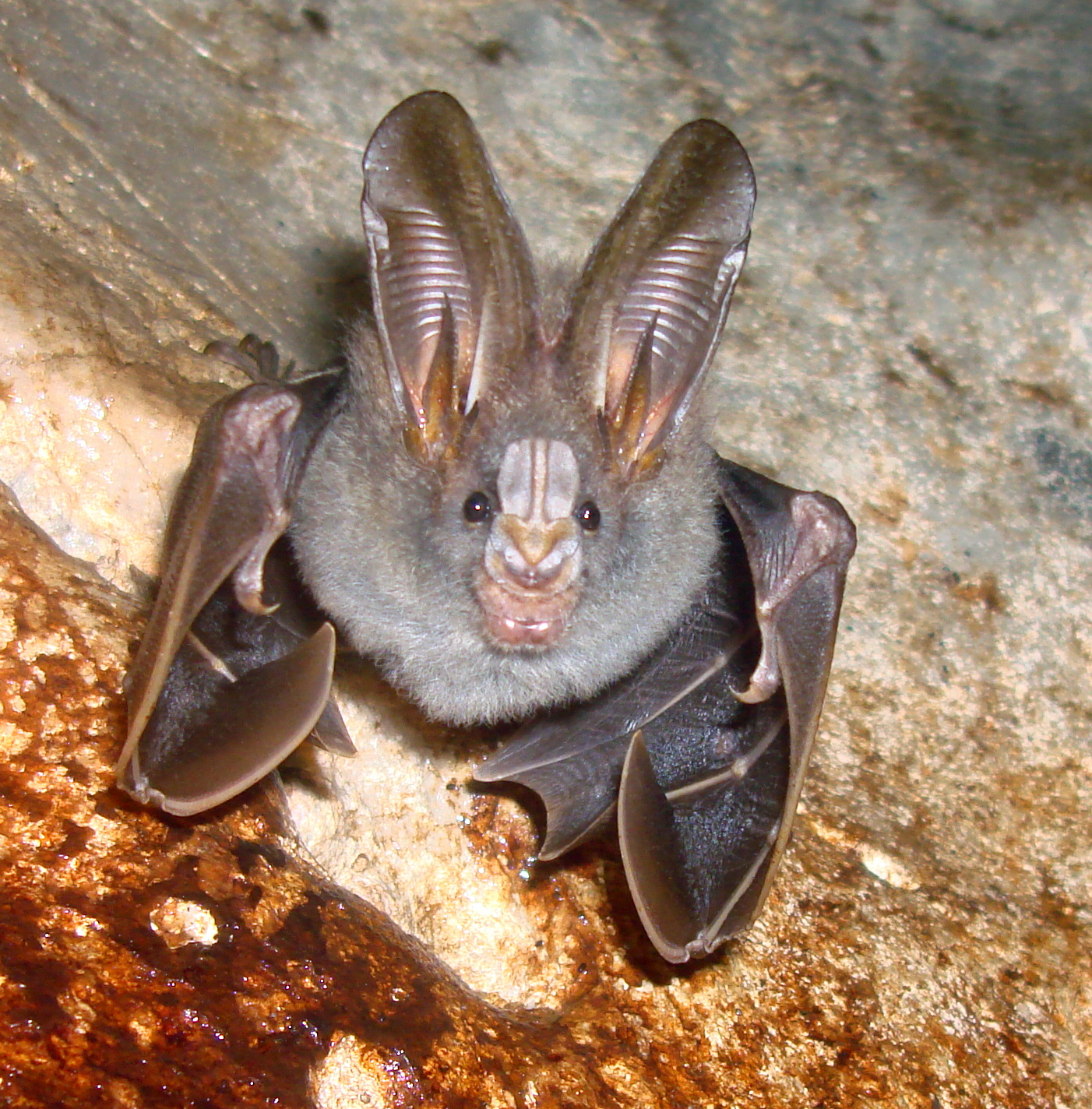
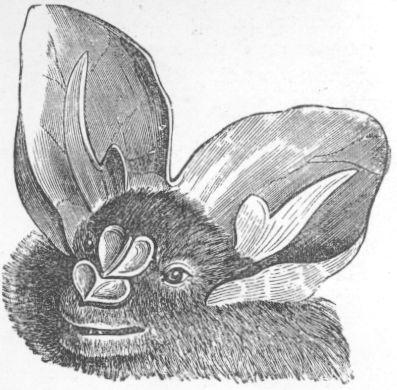
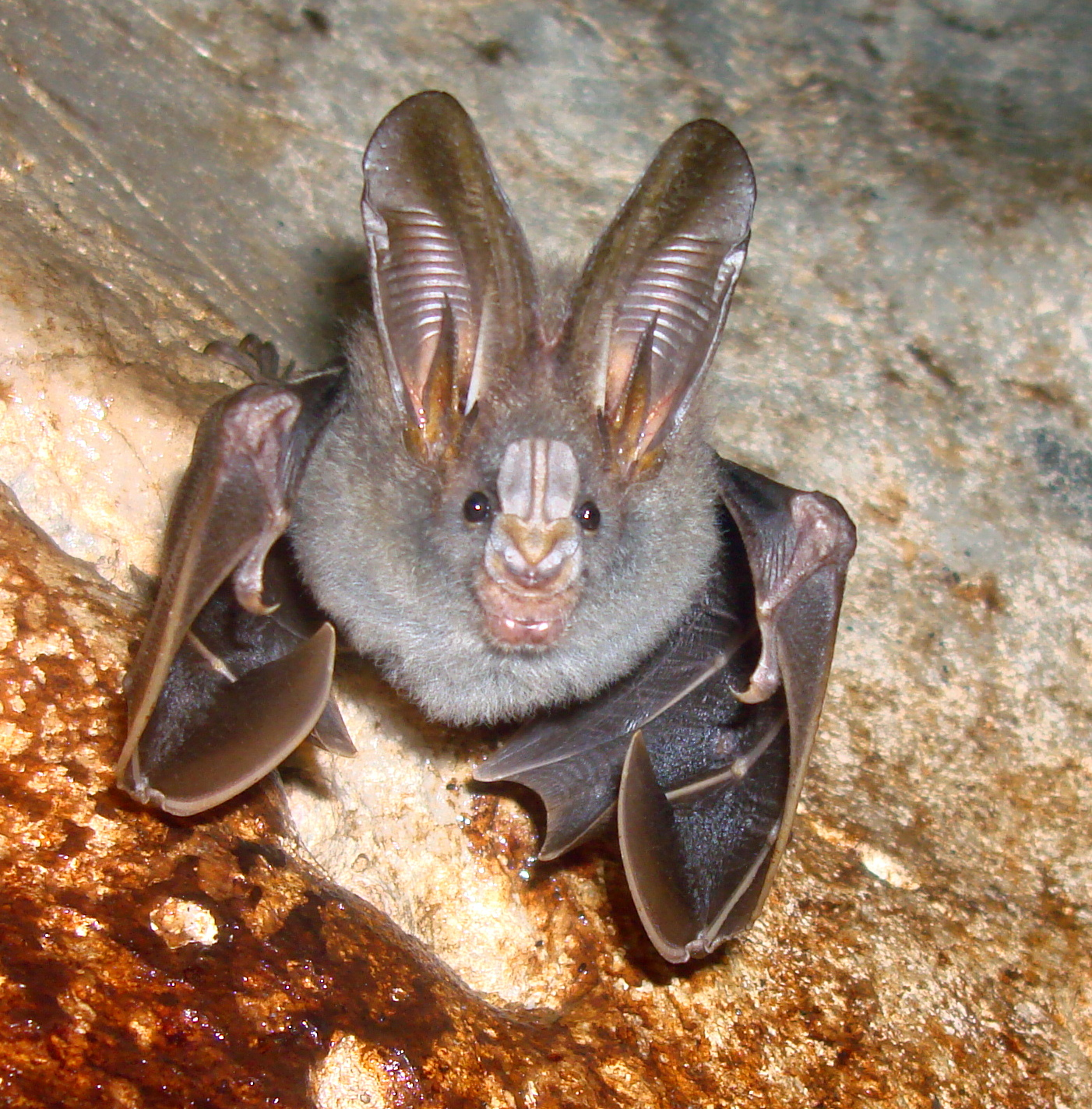

## Các loài
Chi này gồm các loài:
- Dơi ma bắc
- Dơi ma nam